# Franz Elpel
Franz Elpel (* 24. Oktober 1855 in Cöpenick bei Berlin; † 21. März 1934 in Nürnberg) war seit 1. August 1887 Stadtgärtner/Garteninspektor, ab Dezember 1906 Gartendirektor in Nürnberg. Nach seiner Pensionierung zum 1. April 1921 führte er die Amtsgeschäfte bis Ende Februar 1922 weiter. Insgesamt stand Elpel 40 Jahre lang im Dienst der Stadt Nürnberg.

## Ausbildung und Berufsjahre
Elpel, der Sohn eines Königlich-preußischen Wasserbaumeisters, erlernte 1872–1874 das Gärtnerhandwerk in den königlichen Treibhäusern zu Sanssouci und besuchte anschließend die Königliche Gärtner-Lehranstalt in Potsdam, die er als Gartenkünstler verlässt. Im Flora-Etablissement Palmen- und Blumen-Gärten (Berlin-Charlottenburg) war er von 1. April 1876 bis 14. April 1877 tätig. Vom Frühjahr 1878 bis 21. März 1879 arbeitete er in einer Baumschule in England, den Elvaston Nurseries, die den berühmten Gärten des Elvaston Castle zuarbeitete. Eine Tätigkeit in der Königlichen Landesbaumschule Potsdam dauerte vom 26. Oktober 1879 bis zum 1. Mai 1881, dann übernahm er eine Anstellung in Berliner Parkanlagen bis Oktober 1881.
Franz Elpel war ab dem 7. November 1881 als erster Gehilfe in der Stadtgärtnerei Nürnberg tätig, 1883 rückte er zum Gartenkontrolleur auf. Am 25. August 1882 erhielt er für einen Gartenplan in der 1. Bayerischen Landes-, Industrie-, Gewerbe- und Kunstausstellung Nürnberg 1882 eine Große bronzene Medaille. Im April 1887 übernahm Elpel als Verweser die durch Adolf Kowalleks Weggang freigewordene Stelle eines Stadtgärtners einige Monate lang. Zum 1. August 1887 wurde ihm durch die Kollegien der Stadt das Amt offiziell übertragen. Ab 1888 bezog er Haus Nr. 13 in der Fenitzer Straße, nahe dem Stadtpark gelegen, als Dienstwohnung und Stadtgärtnerei.

## Tätigkeit in Nürnberg
Im Jahr 1891 hatte Elpel eine Fläche von rund 30,14 Hektar an öffentlichen Grünanlagen zu unterhalten. Damit nahm Nürnberg unter den deutschen Städten den 12. Rang ein. Der Ausbau des Maxfeldes zum Stadtpark in Zusammenhang mit der Zweiten Bayerischen Landes-, Industrie- und Gewerbeausstellung 1896, die Grünplanung zur Landesausstellung 1906 im Luitpoldhain, und die Grünplanung zum Zoo am Dutzendteich 1911/1912 sind herausragende Projekte unter Elpels Amtsführung. Auch der Ausbau der Wall- und Stadtmaueranlagen wurde von ihm betrieben.
Der Gartenbauverein Nürnberg (gegründet 1851) zeichnete sein langjähriges Mitglied Franz Elpel mit der Ehrenmitgliedschaft aus. Elpel war 1882 in den Gartenbauverein eingetreten und hatte ihm von 1887 an bis Dezember 1907, also 20 Jahre lang, als Schriftführer gedient. Elpel organisierte auch mehrere Blumenausstellungen und Blumenschmuckwettbewerbe für den Gartenbauverein.
Elpels Grab befindet sich auf dem Nürnberger Johannisfriedhof.